# المدحاصة (القبيطة)

تعديل مصدري - تعديل

المدحاصة هي إحدى قرى عزلة كرش بمديرية القبيطة التابعة لمحافظة لحج، بلغ تعداد سكانها 106 نسمة حسب تعداد اليمن لعام 2004.